# Fibrilin
Fibrillin je glikoprotein, koji je ključni za formiranje elastičnih vlakana, nađen u vezivnom tkivu.
Fibrillin se luči u vanćelijski matriks iz fibroblasta i ugrađuje se u nerastvorljive milrofibrile, koji se javljaju kao skele za deponirani elastin.

## Klinički značaj
Mutatacije u genima FBN1 i FBN2 vezane su sa Шаблон:SWL.

## Tipovi

### Fibrillin-1
Fibrilin-1 je glavna komponenta mikrofibrila koja tvori list koji okružuje amorforasti elastin. Veruje se da su mikrofibrile građene od polimera fibrillina koji su povezani u nizu. Do danas, opisane su tri oblika ofibrilina. Protein fibriliny-1 izolirao je Engvall, 1986, i mutacije u genu FBN1, koje su uzrok Marfanovog sindroma.
Ovaj protein nađen je kod ljudi, a njegov kodirajući gen nalazi se na hromosonu 15. Do danas je opisano više nego 1500 različitih mutacija odgovornog gena.

#### Struktura
Ne postoji potpuna, visokrezolucijska struktura fibrilina-1. Umesto toga, rekombinacijski su prouzvedeni kratki fragmenti,a njihova struktura je rešena putem kristalografije X-zracima ili pomoću NMR spektroskopije. Nedavni primer je struktura fibrilina-1 hibridnog 2 domena, u kontekstu bočnog vezanja kalcija domena epidermalnog faktora rasta, koja je određena pomoću kristalografija X-zraka, u rezoluciji od 1,8 Å. Mikrofibrili koji se sastoje od fibrilinskih proteina koji su odgovorni za različite ćelijske interakcije u ljudskom telu.

### Fibrilin-2
Fibrilin-2 je izolirao Zhang, 1994. i smatra se da ima ulogu u ranoj elastogenezi. Mutacije u genu fibrilina-2 su povezane sa Bealovim sindrom.

### Fibrilin-3
Mnogo prije opisan je fibrilin-3, a veruje se da se pretežno nalazi u mozgu. Zajedno sa mozgom, fibrilina-3 je lokaliziran i u gonadnom i jajničkom polju miševa.

### Fibrilin-4
Fibrilin-4 je prvo opisan kod ribe zebra, sa sekvencom koja je slična onoj u fibrilinu-2.